# Рукописная книжная традиция Китая

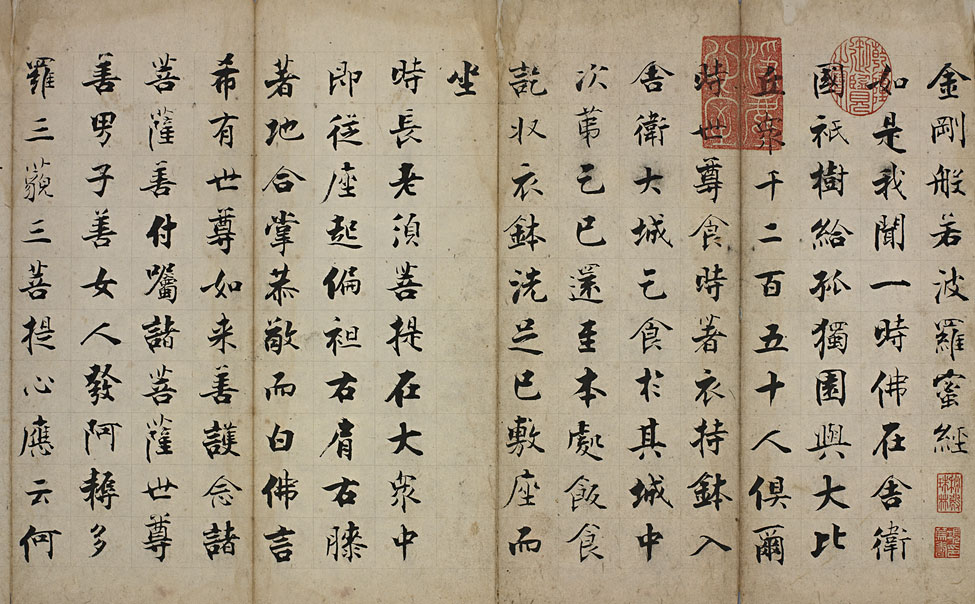
Рукопись «Алмазной сутры», выполненная Чжан Цзичжи. 1253 год, Музей императорского дворца

Китайская письменность возникла и стала активно использоваться со II тысячелетия до н. э. Особенностью письменной культуры Китая является непрерывная преемственность между древнейшими эпиграфическими памятниками на гадательных костях и ритуальных бронзовых сосудах, и далее — объёмными текстами на бамбуковых планках и шёлковых свитках. Первоначальные книжные термины, использующиеся в I тысячелетии до н. э., соотносятся с гадательными надписями на костях и бронзовыми инскрипциями. Основным писчим материалом в Китае вплоть до распространения бумаги служили бамбук и дерево, позднее распространился шёлк, который в III—IV веках практически полностью был вытеснен бумагой. Процесс замены рукописного тиражирования текстов на печатный начался, возможно, в VI веке, однако документально подтверждённая традиция книгопечатания начинается с IX века. Уже к XII столетию она становится абсолютно определяющей, вытеснив рукописные тексты в область искусства каллиграфии или распространения запрещённых текстов.

## Древнейшая книжная традиция

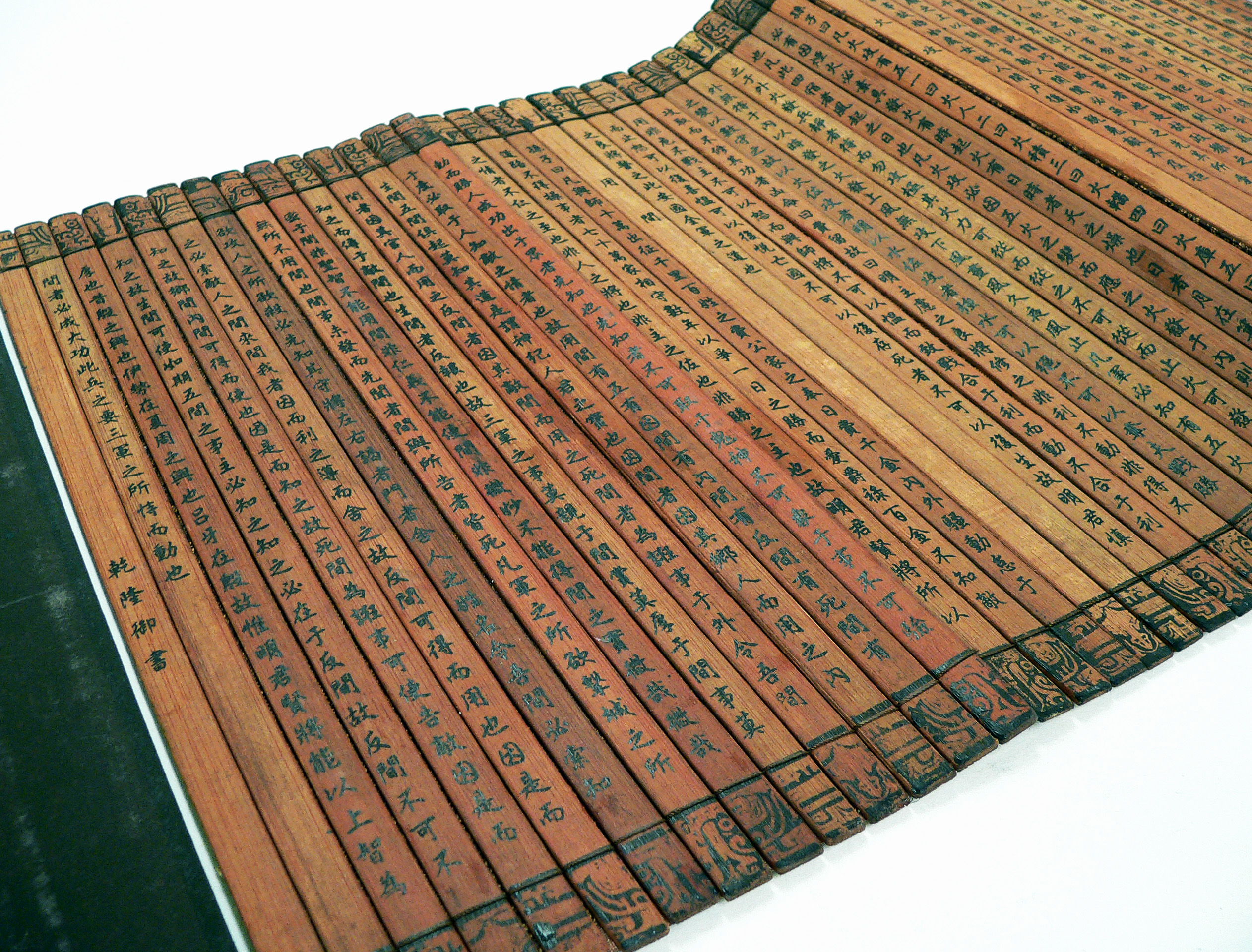
Вид китайской книги на бамбуке. «Искусство войны» Сунь-цзы в копии XVIII века. Калифорнийский университет в Риверсайде

Ещё в шанских гадательных надписях встречаются обозначения связок бамбуковых или деревянных дощечек. Тексты, записанные на этих материалах, объединяются в единую группу цзяньду вэньсянь (кит. 簡牘文献). Такого рода материалы упоминаются в эпиграфических памятниках глубочайшей древности, однако самые ранние из известных на сегодняшний день находок относятся только к периоду Чжаньго. Использование шёлка в качестве письменного материала фиксируется в VII веке до н. э. в связи с выдачей земли Гуань Чжуну: удостоверяющие документы были написаны на бамбуке и шёлке. В 540 году до н. э. в «Цзо-чжуань» фиксируется наличие книжных собраний в царстве Лу, которые включали гадательные и исторические тексты. С IV века до н. э. фиксируются крупные документальные собрания, однако обнаруженные археологами архивы относятся к более поздним периодам Цинь и Хань. Связь текста на бамбуковых и деревянных планках с управлением привела к приданию ему сакрального значения как символа власти и социального порядка. Видимо, это объясняет практику помещения документов и книг в погребения, откуда происходит значительная часть древнекитайских текстов на бамбуке и дереве.
Американский исследователь Энно Гиле провёл в 2003 году исследование древнекитайских аутентичных текстов и пришёл к выводу, что их можно классифицировать следующим образом:
1. Погребальные тексты (обращение к богам-чиновникам загробного мира, списки погребального инвентаря, молитвы и заклинания, контракты на приобретение участка земли на кладбище и гроба);
2. Тексты частного характера (дневники, биографии и другие записи о событиях жизни погребённого; завещания; сертификаты, удостоверяющие привилегии семьи погребённого; письма; визитные карточки);
3. Специальные тексты (календари, гадательные трактаты, математические и астрологические тексты, трактаты о свойствах животных, ритуальные предписания, административные тексты, законодательные документы, военные тексты, медицинские тексты, карты, учебная литература);
4. Литературные сочинения (канонические тексты, политико-философские сочинения, поэзия, разные рассказы и истории прозой).

### Писчий материал и инструмент

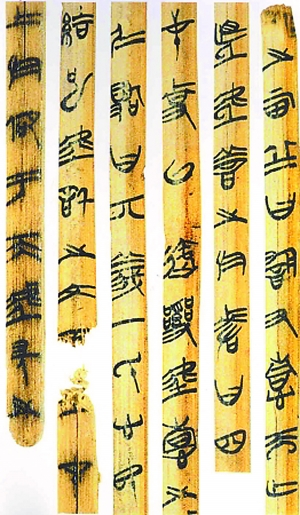
Текст «Ши-цзина» эпохи Чжаньго на бамбуковых планках. Шанхайский музей

Из обнаруженных древнекитайских текстов две трети записаны на деревянных дощечках, и треть на бамбуковых планках. В государствах и областях бассейна Янцзы преимущественно использовали бамбук, в бассейне Хуанхэ и на периферии (например, в Дуньхуане) — дерево. Соответственно, дощечки изготовляли из доступных на месте материалов, в Дуньхуане — из тамариска, тополя и сосны. Бамбуковые планки в силу особенностей материала были узкими, на них мог быть записан лишь один ряд знаков, деревянные дощечки могли быть разными по ширине и нести два — три ряда знаков. Для записи длинных текстов дощечки соединяли в свитки, для чего перевязывали в двух — трёх местах (с обоих концов или ещё посередине); бечёвку или ремешок обматывали вокруг каждой планки, для чего прорезали специальные желобки.
Дощечки и планки могли соединяться в свитки как до, так и после нанесения на них текста. Бечёвки довольно быстро перетирались и истлевали, поэтому большинство обнаруженных документов представляют собой груду смешанных планок. Об этом же говорится и в старой китайской литературе. В ней сложилась соответствующая терминология: наиболее ранним из зафиксированных терминов является цэ — «связка бамбуковых планок» (кит. 册). В современном языке этот иероглиф поменял значение, став обозначением тома во многотомных сочинениях и изданиях. С термином цэ связан дянь (кит. 典), означающий акт регистрации документа в официальном хранилище. В современном языке — это свод материалов, подобранных по определённому принципу (свод законов, словарь, энциклопедия).

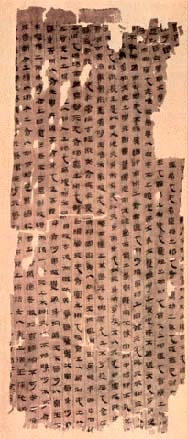
Мавандуйский шёлковый свиток с текстом даосского содержания. 168 год до н. э. Хунаньский музей

Для нанесения текста использовались кисти и чернила, образцы которых обнаруживаются в захоронениях начиная с эпохи Чжаньго. Кисть представляла собой пучок заячьей и волчьей шерсти, пропущенной в бамбуковую ручку длиной 20—30 см, диаметром от 0,4 до 1,5 см. Пучок перехватывали тонким шнуром при выходе из ручки. На неё для прочности могли надевать костяные ободки и сверху, и снизу (образец из Шуйхуди). Кисти могли хранить в бамбуковых пеналах, образцы которых сохранились. Для письма использовали чернила, изготовляемые из пережжённого графита, смешанного с желатином. Бруски чернил находят во многих погребениях. Более многочисленны находки чернильниц разнообразной формы.

### Письменные знаки
В эпоху Чжаньго китайская письменность не была унифицирована, китайские и западные исследователи обычно выделяют региональные варианты, обозначаемые по названиям царства, на территории которого сделаны находки; отмечаются существенные региональные различия в форме написания знаков. В разных царствах использовались различные письменные материалы, которые определяли и форму письменности: в Чу — на бамбуке, в Ци — на глиняных черепках. Циньские и Ханьские документы записаны преимущественно уставом лишу или малым уставом (кит. трад. 小篆, пиньинь xiǎozhuàn), предназначенным специально для бамбука и дерева как носителей. Наиболее ранний текст, записанный стилем лишу, датируется 309 годом до н. э.

### Тексты на шёлке
Первые сохранившиеся древнекитайские тексты на шёлке были обнаружены в 1936—1937 годах при непрофессиональных раскопках близ Чанша. В одном из погребений был обнаружен свиток шёлка форматом 30 × 39 см, вскоре проданный в США. Он был украшен многоцветными рисунками и содержал неизвестный ранее текст космологического содержания из двух групп иероглифов: 13 строк по 34 знака и 8 строк в 36 знаков. Во время раскопок в Мавандуе в 1973—1974 годах были обнаружены шёлковые свитки — один шириной 24 см, второй — 48 см — положенные в лаковую шкатулку. Они содержали «И-цзин», древнейшую версию «Даодэцзина», и безымянное историческое сочинение, напоминающее «Чжаньго цэ». На полном куске шёлка помещалось по 60—70 иероглифов в строке, на малом — около 30. Таким образом, ёмкость текстов как на шёлковых, так и на бамбуковых и деревянных носителях была примерно одинаковой. Большие тексты и на шёлке, и на планках делились на небольшие главы-пяни, которые составляли большой свиток-цзюань. Находки из Увэя 1959 года показали, что в главу могли объединять более 100 дощечек. Если главу записывали на шёлке, внизу указывали название раздела и число строк. Принципы построения и оформления текстов на шёлке и на деревянных планках были совершенно одинаковы.

## Рукописная книжная традиция I тысячелетия нашей эры

### Изобретение бумаги

Изготовление бумаги по Цай Луню. Анимация на основе гравюр эпохи Мин

Принципиальные изменения в книжном деле в Китае начались с появлением бумаги, изобретение которой является одним из важнейших достижений человечества. Изобретение бумаги традиция приписывала ханьскому сановнику Цай Луню. В «Хоу Ханьшу» (цзюань 108) это описывалось так:

С древнейших времён книги и документы обычно составляли из бамбуковых планок; было и так, что для них использовали шёлковое полотно. Обратились к Цай Луню [с просьбой] изготовить бумагу (чжи кит. 紙): шёлк, [мол], дорог, а планки тяжелы, и то и другое для нас неудобно. Тогда [Цай] Лунь принялся изобретать: использовал кору деревьев и коноплю, сверх того добавил ветхих тряпок и рыбацких сетей — и так создал бумагу. В первый год Юань-син (кит. 元興, 105 год) доложил об этом трону. Государь одобрил его искусство, и с тех пор все без исключения пользовались этой бумагой. Поэтому все в Поднебесной называли её «бумагой Цай Луня».
Данный текст, однако, описывает лишь завершение длительного процесса, в котором участвовали многие лица, чьи имена не сохранились. В 1957 году в окрестностях Сианя, в захоронении времени У-ди (140—87 годы до н. э.) были обнаружены фрагменты бумажной массы, однако спорным является её назначение как письменного материала. Именно состав бумаги Цай Луня оказался оптимальным; во всяком случае, проанализированные образцы из Дуньхуана имели преимущественно такой состав, отличаясь степенью измельчения компонентов и их соотношением. Изобретение бумаги сразу сделало возможным более широкое распространение письменной культуры даже при рукописном тиражировании.

### Виды и сорта бумаги

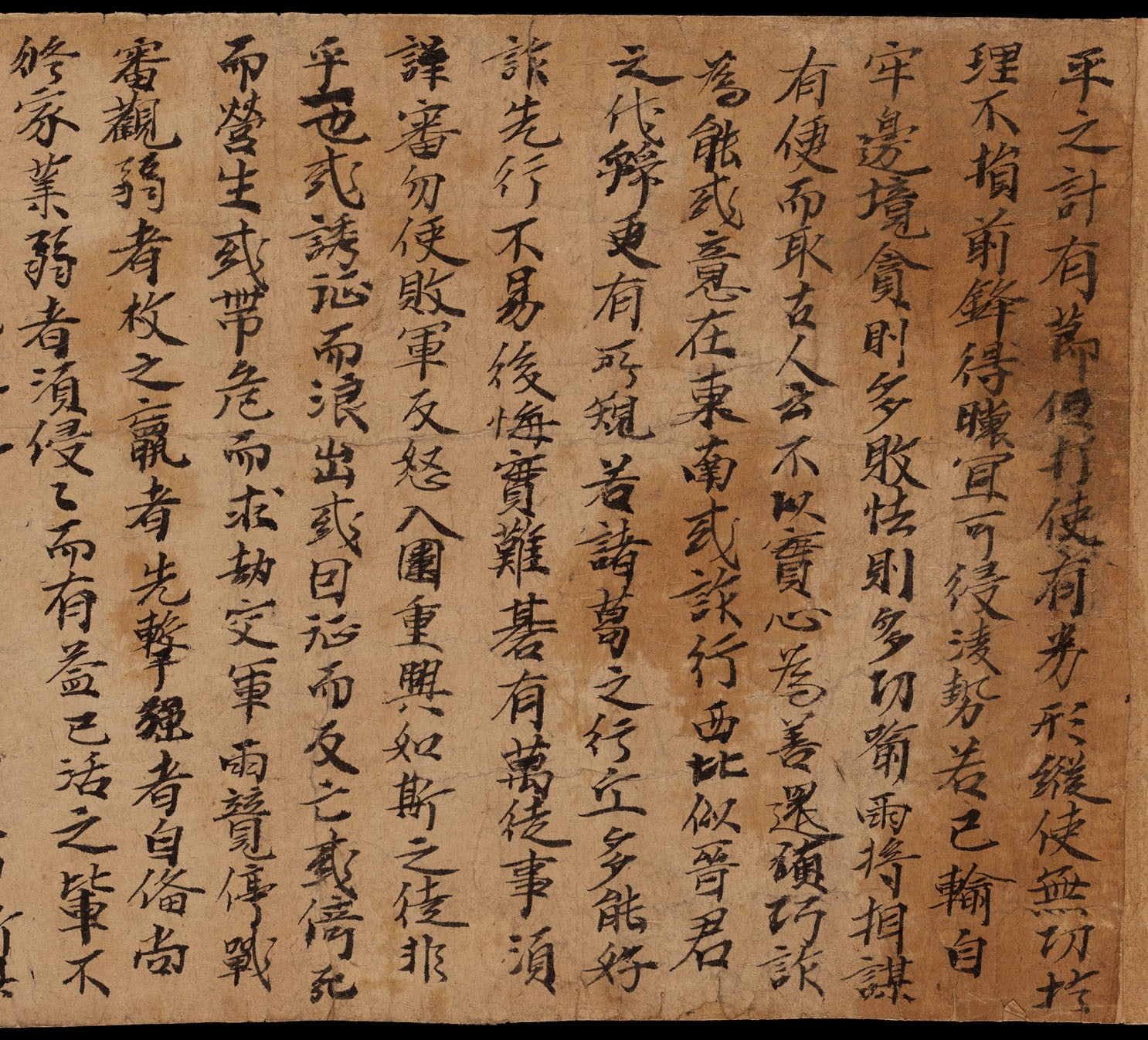
Дуньхуанская рукопись VI века на коричневой бумаге. Британская библиотека

В энциклопедии «Гуцзинь тушу цзичэн» (цзюань 152), цитирующей источники II—V веков, упоминаются разные сорта бумаги, в частности, «гладкая и скользкая», «ровная и широкая», которые, возможно, соответствуют гипсованной или обработанной крахмалом бумаге, найденной в Дуньхуане. В 284 году императору было преподнесено 30 000 рулонов водонепроницаемой бумаги бледно-коричневого цвета «с узором, похожим на рыбьи икринки». В IV веке упоминается «медовая благовонная бумага, изготовленная из коры и листьев дерева мисян» («пахнущее медом»), и т. д. Для более позднего времени в источниках находятся краткие описания многих сортов специализированной и обиходной бумаги, делящихся на два больших класса: бумага деловая и бумага для писем. Однако описания при отсутствии конкретных образцов остаются неясными.
Дуньхуанские рукописи дают возможность изучать конкретные образцы бумаги, которые, как правило, не могут быть соотнесены с определёнными центрами производства. Самые старые точно датированные образцы относятся к середине V века. Л. Джайлз выяснил, что до 500 года бумагу не окрашивали и она имела тускло-коричневый оттенок. В последней четверти V века появилась окрашенная в жёлтый цвет бумага, которая почти до конца VIII века преобладает в дуньхуанских коллекциях. Некоторые образцы Джайлз и Клаппертон сравнивали с банкнотной. Наиболее высокое качество имела бумага, включавшая волокна рами, обеспечивавшие ей особую прочность. Этот сорт бумаги очень тонок и упруг, имеет гладкую поверхность и густую сетку.

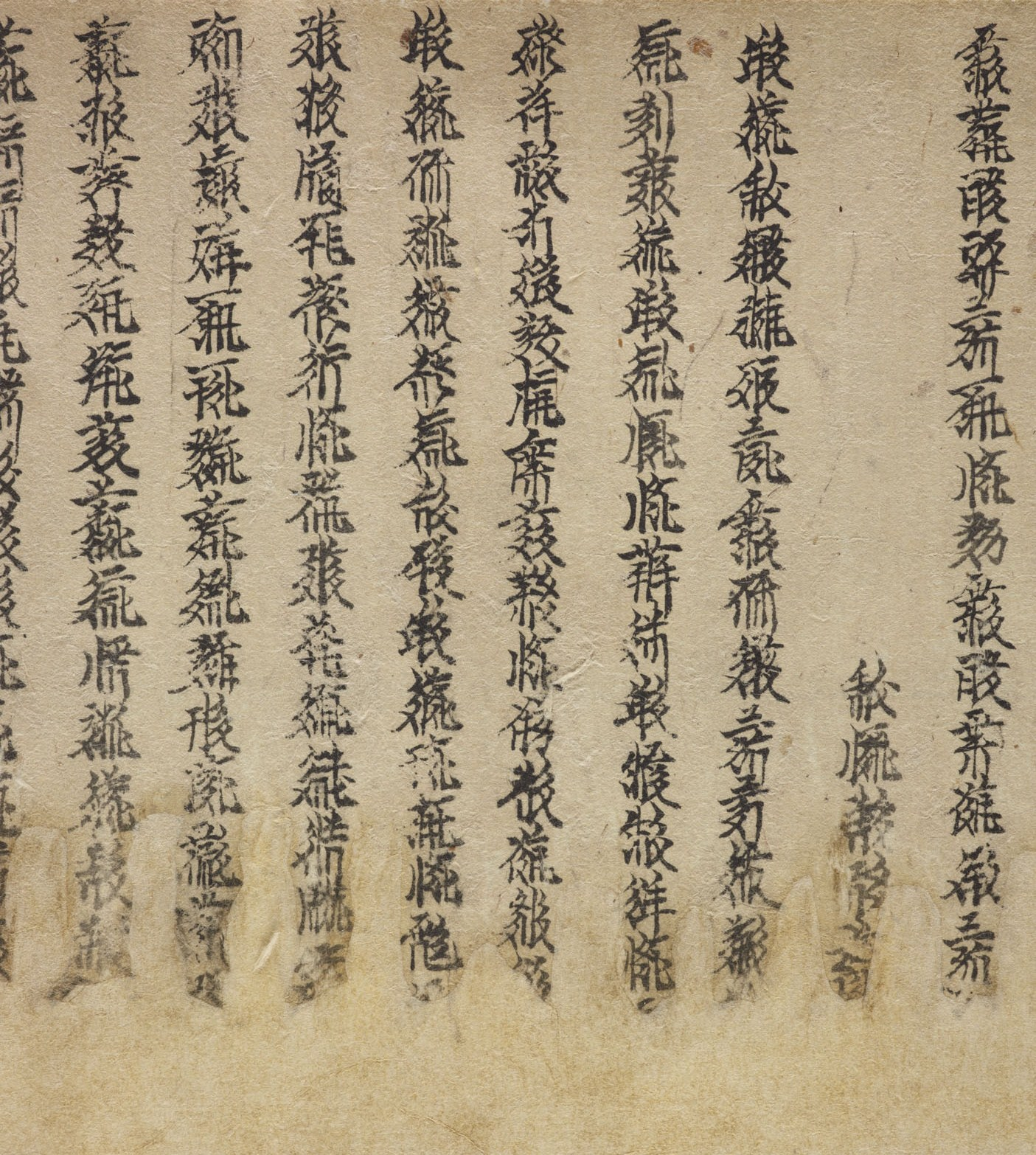
Тангутская рукопись перевода трактата Чжугэ Ляна на серой бумаге. Рубеж XII—XIII веков, Британская библиотека

Те же параметры при более интенсивной золотисто-жёлтой или золотисто-коричневой окраске сохраняла и бумага VII века, толщиной 0,05—0,06 мм. Жёлтая «банкнотная» бумага была дорога́; в Дуньхуане — библиотеке буддийского монастыря — на ней переписывали рукописи сутр, винаи, шастр. В столичных библиотеках на такой бумаге переписывали и даосских классиков. Для комментариев использовали другую бумагу, поэтому рукописи, переписанные на ней, часто потёрты, чего с жёлтой бумагой практически не случалось. Более грубую бумагу использовали для деловых документов, не предназначенных для хранения и многократного использования. В смутный период второй половины VIII — первой половины X веков производство бумаги, видимо, резко сократилось. Дуньхуанские рукописи этого периода переписаны на разных нестандартных сортах бумаги, преимущественно грубых. Возможно, это объясняется тибетским завоеванием 774—848 годов, отрезавшим монастырь от китайских центров производства. После прихода к власти династии Сун качество бумаги вновь резко повышается, и появляются признаки стандартизации. Сунская бумага имела толщину 0,2—0,3 мм, для неё характеры хруст и гладкая поверхность, цвет её светло-коричневый или светло-серый. Поскольку тот же сорт бумаги использовался в ксилографах XI века из Хара-Хото (также на периферии Китая), можно предположить, что в эпоху Сун существовали государственные стандарты производства бумаги, объясняющие её устойчивое единообразие на протяжении как минимум 200 лет.

### Инструменты письма, почерк, иллюстрации

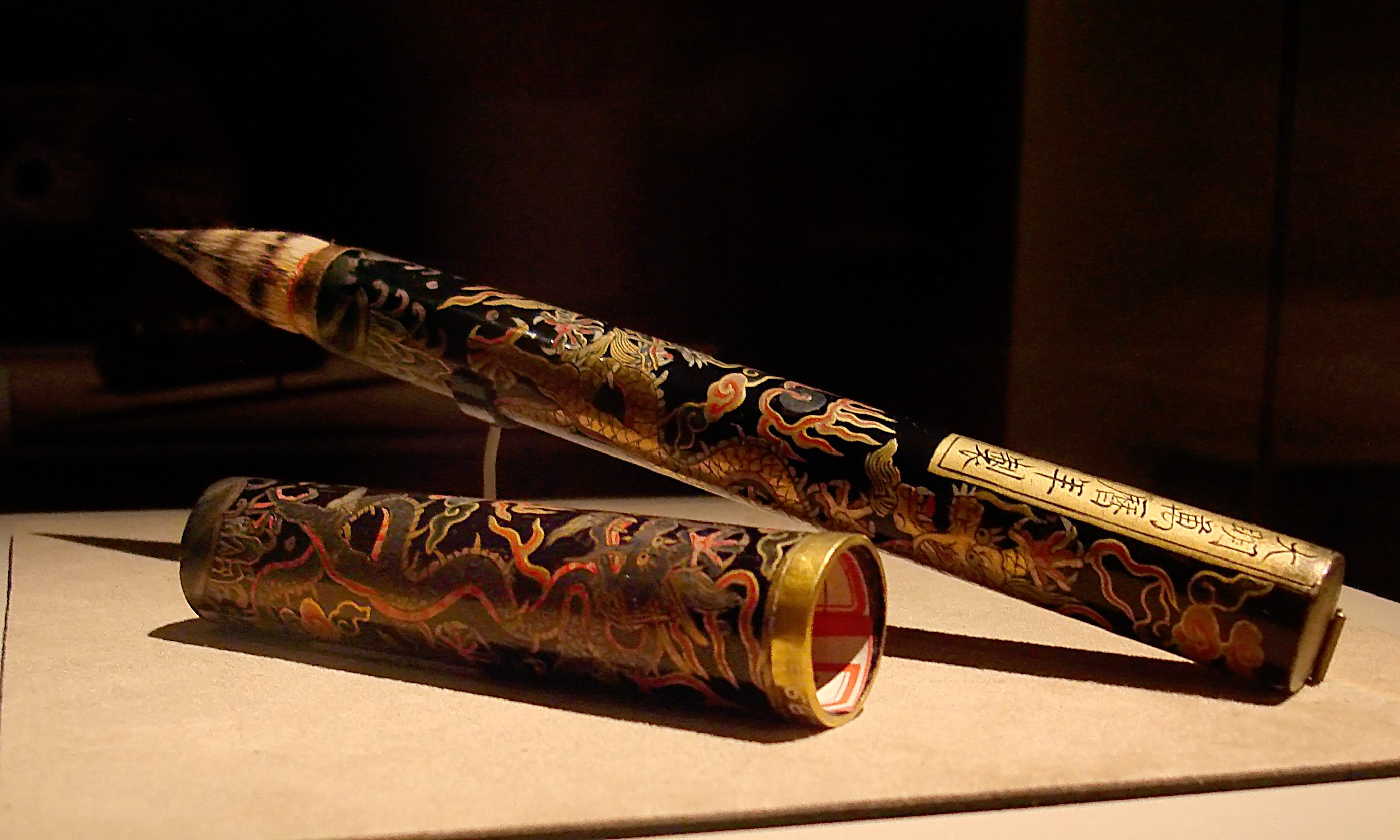
Изукрашенная писчая кисть для императорского употребления. Эпоха Мин, правление Ваньли (1573—1629)

Мягкая волосяная кисть (маоби, кит. 毛笔) появилась на рубеже нашей эры и непрерывно совершенствовалась. Конструкция наиболее распространённых видов кистей была описана Ван Сичжи в трактате «Основное о кистях». Наиболее предпочтительной признавалась кисть из заячьей шерсти, причём её центр делался более упругим за счёт жёстких волос чёрной крысы, опушка также была заячьей. Ручка была чаще всего бамбуковой, но бывали рукоятки из хрусталя, слоновой кости, с резьбой и инкрустацией. При династии Хань для употребления императором делали особо роскошные кисти, украшенные драгоценными камнями. Кисть занимала огромное место в творчестве людей искусства и интеллектуалов, многие известные поэты посвящали ей особые произведения. Известны «Эпитафия кисти» и «Ода кисти» Фу Сюаня (217—287), «Славословие кисти» Го Пу (276—324), «Жизнеописание Кончика Кисти» Хань Юя (768—824), «Ода кисти из куриной ноги» Бо Цзюйи (772—846), «Ода кисти с рукоятью из пятнистого бамбука» Ли Дэюя (787—849) и так далее.

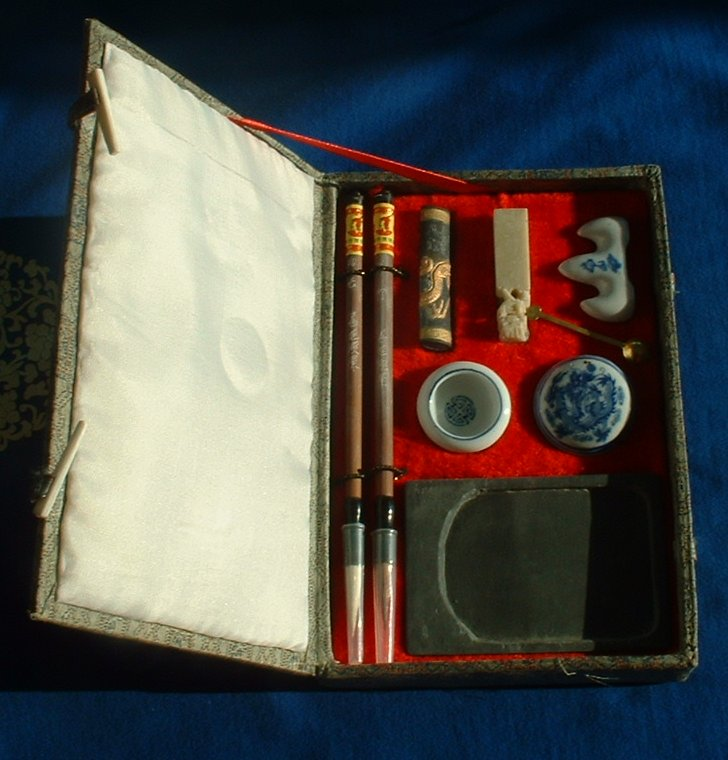
Набор китайского каллиграфа, включающий «четыре драгоценности». Фото 2005 года

Тушь (мо, кит. 墨) в Китае обыкновенно была двух цветов — чёрная и киноварная, причём оба использовались и для живописи, и для переписывания книг. Тушь изготовляли в виде сухих прессованных палочек или брусков. Основным её компонентом была сажа. Тушь было необходимо растирать и разводить водой или уксусом в специальной тушечнице, которые были предметом воспевания поэтов, а также привлекали внимание коллекционеров.
Красная тушь преимущественно использовалась для знаков препинания — разметки текстов. Китайский текст с древнейших времён писали без разделения на фразы, и таким же образом тексты тиражировались в печатном виде вплоть до начала XX века. Проблем с разделением текста на слова в классическом китайском языке не было: иероглифом обозначался корнеслог, чаще всего однозначный слову. Однако возникали проблемы с расчленением текста на фразы, поэтому наиболее часто читаемые тексты снабжали знаками препинания. Чаще всего это точки, заменяющие наши точки и запятые — они обозначали конец предложения или его законченной части. Иногда встречалась и сложная разметка, когда особыми значками обозначались абзацы или начала больших периодов. В учебной и филологической литературе обозначались тона, в которых должны были читаться иероглифы.
Разметка позволяет исследователям выделить наиболее обиходные тексты. В первую очередь, это сюжетная проза и поэзия, почти всегда размечены тексты конфуцианского канона, а также некоторые сутры («Алмазная», о Гуаньинь и Вималакирти) и апокрифы. Многие из этих произведений переписывались в десятках, а иногда и сотнях экземпляров.
Эволюция китайских рукописных почерков прямо зависит от смены писчих материалов. До V века господствовал устав-лишу, для которого характерен сильный нажим в вертикальных и горизонтальных чертах. Преобразование кисти в более мягкую привело к модификации почерков в более поздний период. Главенствующим стилем становится кайшу.

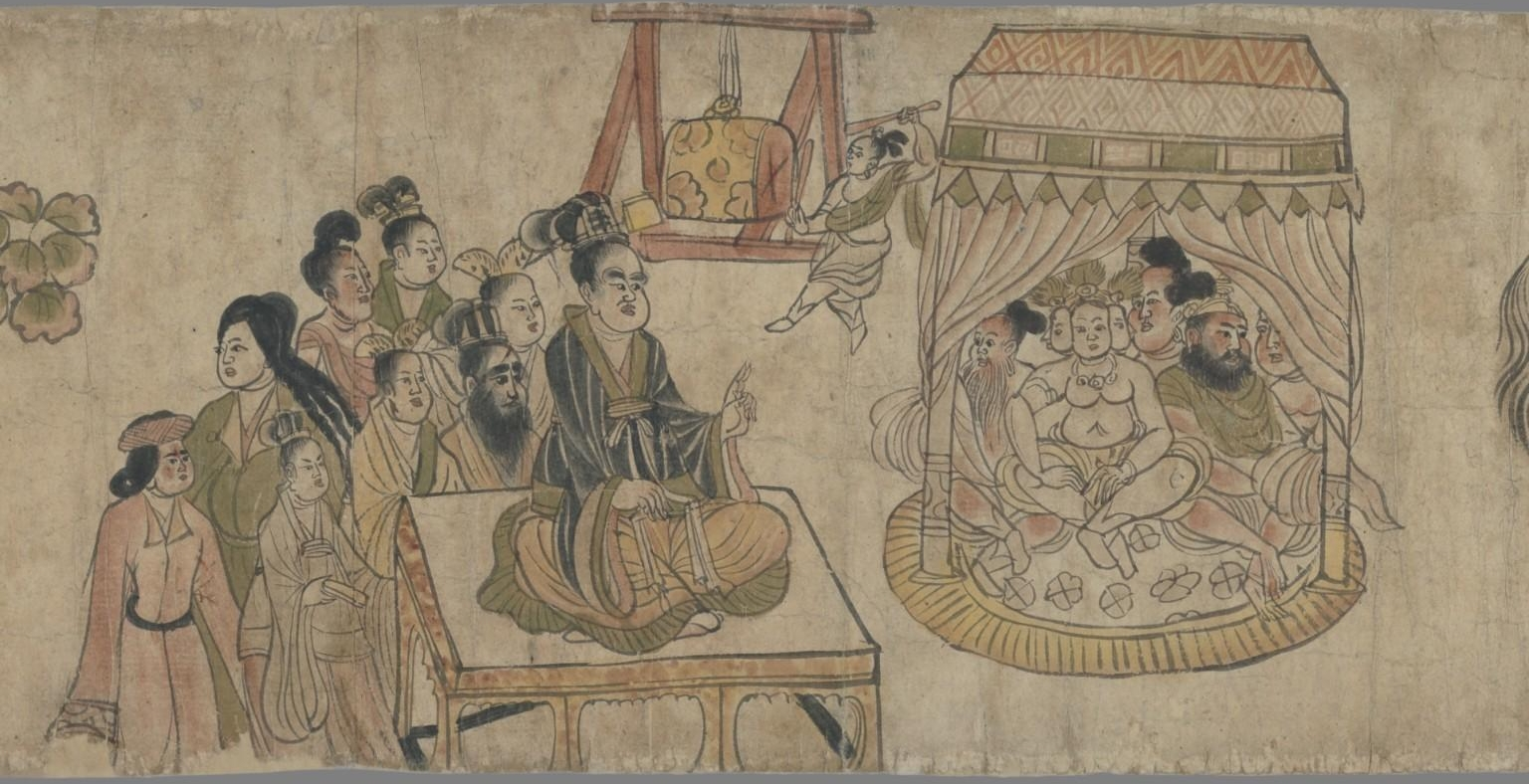
Фрагмент иллюстрированного свитка с изображением магической битвы Шарипутры и Раудракши. Примерно VIII век. Национальная библиотека Франции

Иллюстрированные рукописи в Дуньхуанском фонде сравнительно редки. Предполагается, что это верно для всей китайской рукописной традиции, для которой характерен исключительный пиетет к тексту как таковому. Подавляющее большинство иллюстрированных рукописей — так называемые «Сутры об именах будд», лишённые текста как такового. Это длинные перечисления имён будд, распределённых по сторонам света, чтение которых напоминало мантру. Их чаще всего иллюстрировали, поскольку они не имели занимательного характера.
Дуньхуанские рукописи имеют несколько типов иллюстраций. Первый — фронтиспис, подклеенный к началу свитка. Чаще всего — это изображение Будды, но иногда и реальных деятелей буддизма, например, таков портрет Сюаньцзана, хранящийся в Эрмитаже. Второй способ иллюстрирования — галерея будд, чьи имена перечисляются в тексте. Изображения, как и имена, составляют два горизонтальных ряда, отделённых друг от друга графлением. Другие иллюстрированные рукописи встречаются реже. Наиболее известная — из коллекции Пеллио — изображает победы Шарипутры над шестью ложными наставниками. На обороте содержится поэма-славословие. Способы иллюстрирования рукописных книг почти без изменения перешли в печатную традицию. Наиболее распространёнными остались фронтисписы, такой гравюрой снабжена и первая китайская печатная книга 848 года.
Сохранность иллюстрированных рукописей чаще всего очень хорошая. Дуньхуанские рукописи редко повреждались грызунами или насекомыми, что приписывается действию ядов, входящих в состав пропитки и красителей. Одним из них в средневековых пособиях по книжному делу называют «куриную желтизну» — сернистый мышьяк.

### Оформление рукописей

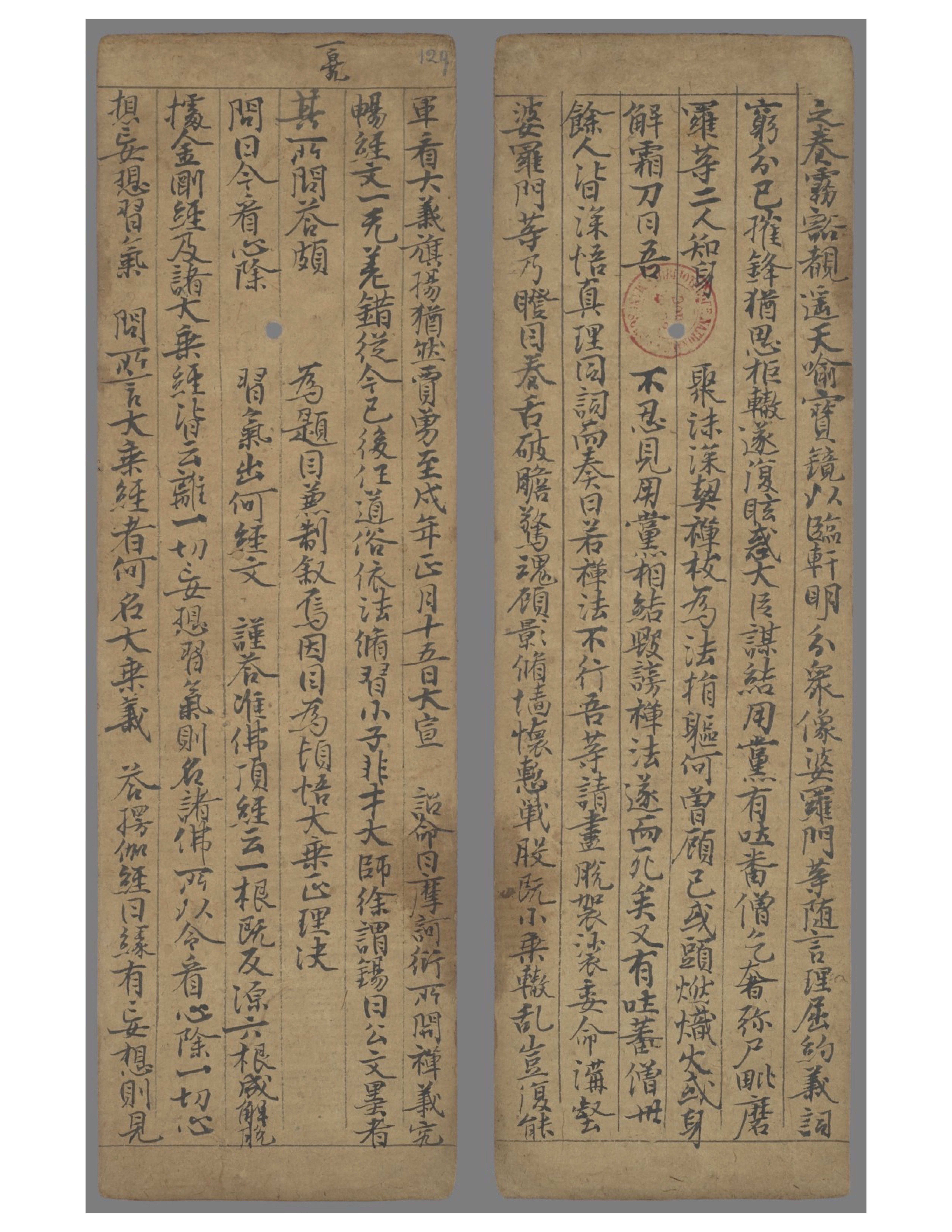
Рукопись с разграфлёнными колонками. Конец VIII века (?). Национальная библиотека Франции

До конца I тысячелетия н. э. абсолютно господствующей формой рукописной книги в Китае был свиток-цзюань. Серьёзные изменения в этой области зафиксированы только с IX века — в связи с появлением книгопечатания и более широкого распространения текстов. В буддийской среде остро встал вопрос такой формы книги, которая позволяет быстро обнаружить нужный текст или какое-то конкретное место в нём. В Дуньхуане обнаружены тетради из плотной грубой бумаги. Лист, сложенный пополам, образует четыре страницы, исписанные сплошь. В случае необходимости можно было подклеить ещё листы по сгибу. Как правило, их использовали монахи и ученики в качестве учебных записей или для наиболее употребимых текстов: молитв, маленьких сутр, дхарани, славословий и разных апокрифов. Все находки такого рода сильно засалены и потрёпаны, видимо, их носили в рукаве, заменявшем карман.
В середине V века появились книги формы «пальмового листа» — ботхи. Наиболее широкое распространение такой вид книги приобрёл в Тибете. В Китае эта форма книги была непривычной и в Дуньхуане быстро исчезла, но вновь появилась в период тибетской власти VII—VIII веков. Ведущей роли такие книги не играли. Третьим видом книги была гармоника, развившаяся из свитка: лист бумаги не сворачивали, а складывали в узкие странички, в сложенном виде расположенные стопкой. Это позволяло быстро перелистывать рукопись и находить нужный фрагмент.
Китайскую рукопись, как правило, переписывал один писец на одной стороне последовательно подклеиваемых листов, образовывавших в результате свиток горизонтального направления. Традиционный китайский текст располагался справа налево, строки были вертикальными. Листы предварительно разграфляли, причём в V и в начале VI века графление производили той же тушью, которой писали основной текст. Линии полей были более грубыми. Стихотворные строки могли отделяться друг от друга горизонтальными линиями. Позднее графление производили очень разбавленной тушью, следы её больше напоминают свинцовый карандаш. В рукописях более низкого качества графление могло заменяться сгибами бумаги.

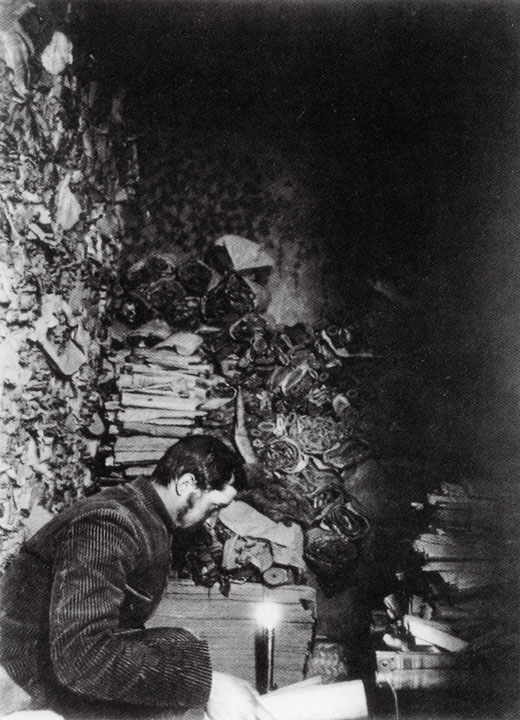
Поль Пеллио разбирает рукописи в гроте 17 пещер Могао. Хорошо видно оригинальное расположение свитков, замурованных в 1035 году. Фото 1908 года

Стандартный лист включал 28 строк по 17 иероглифов в строке. В разные эпохи этот стандарт колебался от 24 до 32 строк. Для рукописей, создаваемых «для себя» или непрофессиональными писцами, эта норма не действовала, скриб вмещал на бумагу столько знаков, сколько мог. Далее писец или корректор проверял написанное и подклеивал следующий лист. Это видно из того, что в свитках нет незаполненных листов. Стандартный китайский свиток достигал длины 8—10 м. Однако в текстах комментариев длина текста могла доходить до 30 м. Если при проверке выяснялось, что писец ошибся, поправки вносились киноварной тушью. Если ошибки были слишком серьёзными, лист переписывали заново, хотя встречались случаи, когда ошибочные листы не удаляли по разным причинам. После окончания работы в колофоне приписывалось имя писца, реже — корректора. Это делалось далеко не всегда. Реже на книгу ставили печать книгохранилища или владельца. Печати иногда ставили на каждой склейке листов так, чтобы половина оттиска приходилась на один лист, и половина — на другой. Это позволяло восстановить порядок листов, если склейка была непрочной. Иногда номер листа писали на линии склейки и в исправном свитке не был виден.
Левый край последнего листа свитка крепился к оси (чжоу, кит. 軸) — деревянной, покрытой лаком палочке. Свиток наматывали на ось с конца. К началу свитка приклеивали лист из плотной грубой бумаги, который предохранял от порчи текст. Название сочинения всегда писали в начале, а если свитков было несколько — то порядковый номер цзюани. В конце эти же данные повторялись. В многотомных сочинениях свитки соединяли в десятки, которые помечали рядами неповторяющихся иероглифов. Если сочинение состояло из двух или трёх цзюаней, их обозначали как «верхний», «средний» и «нижний» — это перешло и в печатную традицию. Во внешний край первого листа вклеивали лучинку с завязкой, она не давала листу сминаться. Завязки у разных сочинений были разного цвета. Рукописи в связках по десяти вкладывали в бамбуковые футляры или обёртывали тканью (роскошные рукописи — парчовой). На футляре писали название сочинения и номер связки. Связки хранили на полке торцом наружу, к торцам подвешивали бирки из плотной бумаги, иногда обтянутые тканью. Книги-гармоники хранили не в связках, а стопками по 50, на которые перенесли название цзюани.

### Организация переписывания рукописей
Тиражирование рукописей было сложным процессом. Оно известно из буддийских источников — в основном, из повествований о переводах буддийских текстов на китайский язык. В «Собрании сведений о переводах Трипитаки» (518 года) это описано так:

В третьем году Тайкан (282 год) [Чжу Шисин] послал ученика [своего] Фужутаня перевезти сутру, [написанную] на варварском языке (то есть на санскрите) в Лоян. [Тот], прожив [там] три года, отправился потом в Сюйчан, а двумя годами позже прибыл в южную обитель Цанхэншуй в пределах Чэньлю. Пришёл пятнадцатый день пятой луны первого года Юанькан (28 июня 291 года). Собрались знатоки и вместе обсудили, как правильно записывать книги на языке Цзинь (китайском). В должное время держал книгу на варварском языке шрамана из Юйтяня Учало. Упасака Чжу Шулань изустно передавал [текст по-китайски], а Чжу Тайсюань и Чжу Сюаньмин записывали с голоса. Во всей книге было 90 глав и в целом 207 621 слово. <…> К двадцать четвёртому дню двенадцатой луны того же года (30 января 292 года) запись вся была закончена. <…> В пятнадцатый день одиннадцатой луны второго года Тайань (30 декабря 303 года) в северную обитель Цанхэншуй приехал шрамана Чжу Фацзи и нашёл изначальную рукопись сутры. И тогда он, взяв выявленные пять списков и варварский (санскритский) текст, сверил переписанное вместе с Чжу Шуланем. Кончили во второй день четвёртой луны первого года Юнъань (22 мая 304 года).
Переводы в дальнейшем делали под надзором государства и по императорскому указу. Обычай, зафиксированный в источниках с очень раннего времени, представлять тексты завершённых сочинений на рассмотрение государя сохранился и после распространения книгопечатания. Представить своё сочинение на высочайшее рассмотрение было особой честью, и это указывалось во всех классических трудах.
В колофонах Дуньхуанских рукописей иногда содержатся сведения о числе писцов и скорости производимой ими работы, которая, по-видимому, была стандартной во всём Китае. В 850-е годы некто Чжан Минчжао переписывал «Шастру о земле учителей йогов» (100 цзюаней). Тридцатую цзюань он начал 18 мая и закончил 17 июня 857 года. До 28 сентября 857 года Чжан Минчжао скопировал ещё четыре цзюани. Работа продолжалась и в 858—859 годах. В среднем на одну цзюань текста уходил месяц работы (с отклонениями в бо́льшую и меньшую стороны). Почерк этих рукописей — устав-кайшу.